# Sním jiným jazykem
Sním jiným jazykem (v originále Sueño en otro idioma) je mexický hraný film z roku 2017, který režíroval Ernesto Contreras. Snímek měl světovou premiéru na filmovém festivalu Sundance 23. ledna 2017. V ČR byl uveden v roce 2018 na filmovém festivalu Febiofest.

## Děj
Martín je mladý lingvista, který přijíždí do vesnice uprostřed džungle, aby zachytil vymírající indiánský jazyk zikidštinu. Tímto jazykem hovoří už jen poslední tři lidé. Jacinta, která žije se svou dcerou Flavianou, Evaristo, který žije se svou vnučkou Lluvií a Isauro, který žije zcela osamoceně a straní se ostatních lidí, dokonce se ani nikdy nenaučil španělsky. Martín chce nahrávat rozhovory všech tří účastníků, ale narazí na velký problém. Evaristo se jakkoliv odmítá bavit s Isaurem. Kvůli dávnému sporu spolu nepromluvili už přes padesát let. Navíc krátce po Martínově příchodu zemře Jacinta. Martín se snaží přimět ke spolupráci Evaristu, ale neúspěšně. Proto se stýká jen s Isaurem v jeho domě v džungli. Martín požádá Lluvii, aby přemluvila dědečka ke spolupráci. Ta mu řekne, co se před padesáti lety mezi Isaurem a Evaristem odehrálo. Nakonec Evaristo svolí ke společnému rozhovoru. Jejich setkání přihlíží celá vesnice. Zdá se, že se oba muži usmířili, ale přesto mezi nimi krátce na to opět vypukne hádka, při které Evaristo napadne Isaura. Isauro několik dní na to umírá, ani to nepřiměje Evaristu, aby k umírajícímu zašel.

## Obsazení
| Fernando Álvarez Rebeil | Martín         |
| José Manuel Poncelis    | Isauro         |
| Eligio Meléndez         | Evaristo       |
| Fátima Molina           | Lluvia         |
| Juan Pablo de Santiago  | mladý Evaristo |
| Hoze Meléndez           | mladý Isauro   |
| Norma Angélica          | Flaviana       |